# Radinerie
Pour les articles homonymes, voir Radin.
La radinerie est une forme d'avarice. Le philosophe grec Théophraste distingue avarice (μικρολογία)de radinerie (μικροφιλοτιμία) : la radinerie est un manque de prodigalité ; l'avarice est une épargne excessive.

## Définition
Historiquement, le terme « radin » désigne d’une manière péjorative une personne avare, c’est-à-dire qui a de l’argent mais refuse de le dépenser, même quand c’est utile. Le personnage a été caricaturé par Molière sous les traits d’Harpagon, dans la pièce de théâtre L’Avare, ou par Balzac dans son roman Eugénie Grandet. Le héros de dessins animés Picsou, créé par Carl Barks pour les studios Walt Disney, a également répandu une image négative du radin, celle d’un homme qui amasse et garde tout son argent.
Aujourd’hui assumés, les radins forment une communauté de nouveaux consommateurs. Ils utilisent notamment Internet pour réaliser des économies et dépenser plus intelligemment.
En France, cette tendance a émergé au début des années 2000, dans un contexte de baisse du pouvoir d’achat et de hausse des prix aggravée par le passage à l’euro. En 2001, Priceminister, un site spécialisé dans la vente de produits culturels d'occasion, a lancé une campagne de publicité autour du slogan « Devenez radins » ; en septembre 2004, Planète Saturn, une chaîne de grandes surfaces d'électroménager et de multimédia, s'appuie sur le slogan « plus radin, plus malin ».
Internet a donné naissance à une communauté de « nouveaux économes » qui s'en servent pour comparer les prix, recevoir des échantillons gratuits, profiter de bons d'achat, de réduction et de codes promotionnels, gagner des cadeaux ou des produits gratuits, imprimer des offres de remboursement, profiter de prix dégriffés, bénéficier d'offres gratuites, participer à des ventes privées, à des sondages rémunérés, etc. Face à la vie chère, les économes sont aussi devenus des adeptes des magasins hard-discount et du low cost. Symbole de la culture du gratuit, Internet a amplifié le phénomène traditionnel des « bons plans » et des bonnes affaires autour de sites proposant des astuces pour dépenser moins. Ce mode de dépense lui fait plus rapprocher de la définition des économes, c'est-à-dire des consommateurs qui dépensent plus malin plutôt que dépenser le moins possible.

## Un nouveau mode de consommation
Le « nouveau radin » n’a pourtant plus rien d’un Harpagon. Il est désormais responsable, engagé, et paradoxalement, plus généreux. « Consommacteur » avisé, il favorise le recyclage et la récupération, pratique le troc ou l’achat-vente entre particuliers et prône le « système D » comme mode de vie. Il veut donner du sens à ses achats et s’interroge sur la logique de nos sociétés d’hyperconsommation. Ce consommateur d’un nouveau genre défend des valeurs de partage et échange ses bons plans sur Internet, au sein de la communauté des radins, à travers sites et forums spécialisés.
Les plus militants d’entre eux, écologistes, altermondialistes, se reconnaissent dans la mouvance des casseurs de pub, des freegan, ou de ceux qui prônent la décroissance, c'est-à-dire la réduction globale de la production et de la consommation des pays riches. Ils se placent ainsi dans la lignée de la simplicité volontaire, un mouvement né au milieu des années 1980, aux États-Unis, et qui incite à travailler, gagner et dépenser moins pour vivre plus heureux.

## Remarques
Le radin est encore parfois mal perçu en société. D'un point de vue psychologique, l’avarice peut détruire ceux qui souffrent d’une relation trop difficile avec l’argent. On peut aussi s’interroger sur le paradoxe d'une tendance issue de la société de consommation, au moment où ces « nouveaux radins » intéressent de plus en plus les distributeurs et les publicitaires, pour qui ils constituent désormais une véritable cible marketing.